# Richard Brake

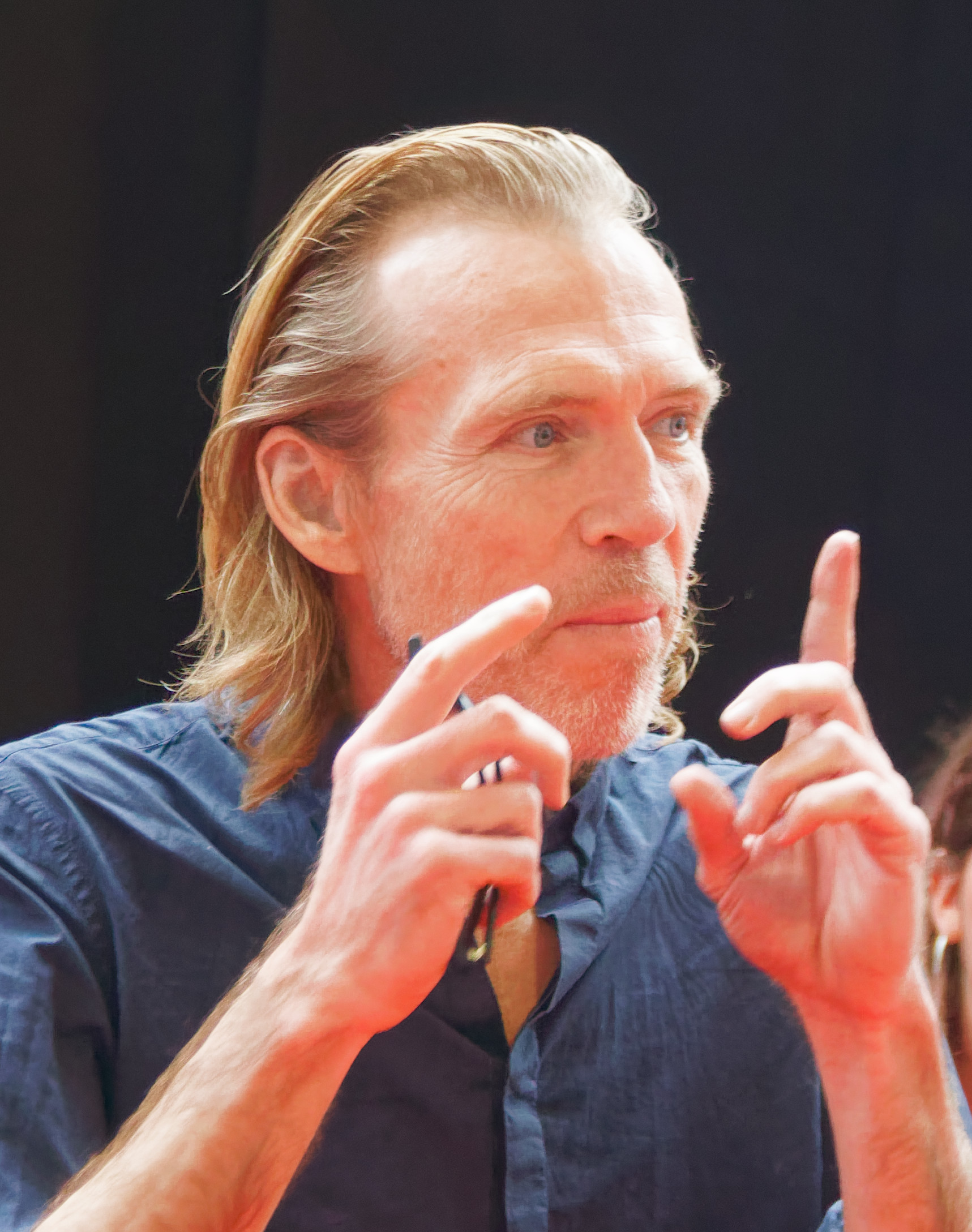
Richard Brake (2018)

Richard Colin Brake (* 30. November 1964 in Ystrad Mynach, Wales) ist ein britisch-US-amerikanischer Schauspieler.

## Leben und Karriere
Richard Brake wuchs in den USA – unter anderem in North Carolina, Connecticut und Ohio – auf. Er absolvierte die Western Reserve Academy in Hudson.
Als Schauspieler hatte Brake bisher Rollen in zahlreichen Produktionen, einschließlich Blockbustern wie Unterwegs nach Cold Mountain und München. 2005 spielte er in Batman Begins die Rolle des Joe Chill, den Mörder von Bruce Waynes Eltern.
2005 war er in der Videospielverfilmung Doom – Der Film an der Seite von Dwayne Johnson, Karl Urban und Rosamund Pike als Soldat Dean Portman zu sehen. In dem Musikvideo Knights of Cydonia der Band Muse trat er als schurkischer Westernsheriff auf. Zudem übernahm er auch Rollen in den Filmen The Black Dahlia und Hannibal Rising – Wie alles begann.
Seit 2007 war Brake verstärkt in Horrorfilmen zu sehen, wie Outpost – Zum Kämpfen geboren und Rob Zombies Halloween II, einem Remake des Originalfilms von 1978. Auch in Fernsehserien spielte Brake regelmäßig mit, wie britische Produktionen von BBC und ITV oder den US-Serien Cold Case und Navy CIS: L.A..
In der HBO-Serie Game of Thrones verkörperte er in der vierten und fünften Staffel die Rolle des Nachtkönigs. Er wurde aus unbekannten Gründen durch Vladimir Furdik ersetzt, der die Rolle von der sechsten bis zur achten Staffel mimte.

## Filmografie (Auswahl)
- 1995: Death Machine
- 1996: Virtual Terror
- 1996: Subterfuge
- 1997: Deus Volt
- 2003: Unterwegs nach Cold Mountain (Cold Mountain)
- 2005: Soul Searcher
- 2005: Juiced (Stimme für TK)
- 2005: Batman Begins
- 2005: Doom – Der Film (Doom)
- 2005: München (Munich)
- 2006: The Black Dahlia
- 2007: Hannibal Rising – Wie alles begann (Hannibal Rising)
- 2007: The Tonto Woman
- 2008: Outpost – Zum Kämpfen geboren (Outpost)
- 2009: Cold Case – Kein Opfer ist je vergessen (Cold Case, Fernsehserie, Folge 6x18 Mind Games)
- 2009: Halloween II
- 2009: Navy CIS: L.A. (NCIS: Los Angeles, Fernsehserie, Folge 1x08 Ambush)
- 2010: Legacy
- 2011: Wasser für die Elefanten (Water for Elephants)
- 2011: The Incident
- 2013: Thor – The Dark Kingdom (Thor: The Dark World)
- 2013: Mob City (Fernsehserie, 5 Folgen)
- 2013: Numbers Station (The Numbers Station)
- 2014: Set Fire to the Stars
- 2014: Kingsman: The Secret Service
- 2014–2015: Game of Thrones (Fernsehserie, 2 Folgen)
- 2015: Der Kannibale von Flores (The Cannibal in the Jungle)
- 2015: Spy – Susan Cooper Undercover (Spy)
- 2016: Peaky Blinders – Gangs of Birmingham (Peaky Blinders, Fernsehserie, 1 Folge)
- 2016: 31
- 2016: Aufstand der Barbaren (Barbarians Rising, Fernsehserie, Folge 1x04)
- 2017: Absentia (Fernsehserie, 7 Folgen)
- 2017: Supernatural (Fernsehserie, eine Folge)
- 2017: Holodomor – Bittere Ernte (Bitter Harvest)
- 2018: The Royals (Fernsehserie, 5 Folgen)
- 2018: The Sisters Brothers
- 2018: Mandy
- 2019: Himmelstal (Fernsehserie, 7 Folgen)
- 2019: 3 from Hell
- 2019: The Dare
- 2020: The Rhythm Section – Zeit der Rache (The Rhythm Section)
- 2020: The Mandalorian (Fernsehserie, Folge 2x07)
- 2020: Tremors: Shrieker Island
- 2021: Offseason – Insel des Grauens (Offseason)
- 2021: The Virtuoso
- 2021: Bingo Hell
- 2022: Vesper Chronicles
- 2022: Barbarian
- 2023: The Last Stop in Yuma County